# 美保野 (八戸市)
美保野（みほの）は、青森県八戸市にある町名・地名の一つである。

## 概要
八戸市役所から南東8.8キロメートルのところに位置する地区である。地内には小字は設けられていない。
北に大久保、東に金浜、南に三戸郡階上町、西に妙が隣接する。鉄道の駅は無い。幹線道路は八戸久慈自動車道の種差海岸階上岳インターチェンジがある。地内東端部には八戸学院大学、八戸学院大学短期大学部が立地している。

## 世帯数と人口
2017年（平成29年）4月30日現在の世帯数と人口は以下の通りである。
| 大字   | 世帯数  | 人口  |
| ------ | ------- | ----- |
| 美保野 | 138世帯 | 237人 |

## 歴史
- 1960年（昭和35年）に、八戸市大字大久保字芋ノ窪、大山、大字鮫町字大草離、高森、骨沢、折場沢の六つの小字から大字美保野が作られる。
- 美保野は、第二次世界大戦後の入植者によって開拓された地域である。
- 1971年（昭和46年）、八戸短期大学（現・八戸学院大学短期大学部）が開校。
- 1981年（昭和56年）、八戸大学（現・八戸学院大学）が開校[4]。

## 施設
- 八戸学院大学
- 八戸学院大学短期大学部
- 八戸市立美保野小学校

### 参照
1. 1 2  八戸市 (2017年4月30日). “八戸市人口データ（平成29年度）”.   八戸市. 2017年6月1日閲覧。
2. ↑  “市外局番の一覧”.   総務省. 2017年5月29日閲覧。
3. ↑  八戸市役所から美保野小学校までの直線距離
4. ↑  “大学の沿革”. 八戸学院大学ホームページ.   学校法人光星学院. 2015年8月19日閲覧。